# Port lotniczy H4
Port lotniczy H4 – mały port lotniczy położony w Jordanii. Obsługuje połączenia krajowe.